# Vall de Mèxic
La vall de Mèxic és un altiplà situat al centre de Mèxic que pràcticament limita amb l'actual Districte Federal i la meitat est de l'Estat de Mèxic. Aquesta vall, que es troba envoltada de muntanyes i volcans, va ser el cor de diverses civilitzacions precolombines, com per exemple els teotihuacans, la civilització tolteca i la civilització asteca. Tant l'antic terme asteca Anáhuac com l'expressió "Conca de Mèxic" s'utilitzen a vegades per referir-se a la vall.

## Geografia
La vall de Mèxic fa uns 60 km d'est a oest i uns 80 km de nord a sud. La vall és una conca endorreica, sense desguassos naturals. Per aquest motiu, abans del segle xx, molta o gran part de la vall estava coberta per una cadena de llacs intercomunicats: llac Texcoco, llac Chalco, llac Xochimilco, Zumpango i Xaltocan. Des d'aleshores els llacs s'han anat buidant i ja han perdut gran part de la seva extensió. Avui en dia, la gran àrea urbana de Ciutat de Mèxic cobreix gairebé tota la vall.

## La tragèdia de la contaminació
La contaminació atmosfèrica relacionada amb aquest entorn urbà, constituïda principalment per ozó, diòxid de sofre i partícules en suspensió, queda retinguda pels contorns naturals de la vall. A l'hivern, la inversió tèrmica se suma a la tragèdia. Aquest fet ha portat diverses organitzacions, des de l'Institut Mundial de Recursos (World Resources Institute) fins al Llibre Guinness dels rècords, a considerar Ciutat de Mèxic la gran ciutat més contaminada del món. Però els nivells de contaminació s'han reduït espectacularment des de finals dels anys 80: el 1991 l'aire va arribar a nivells insalubres 355 dies a l'any, el 2003 va baixar a 170 dies i el 2004 a 141 dies.

## Clima
La vall de Mèxic es troba a una mitjana de 2.240 metres per damunt del nivell del mar. Tot i que la vall està situada dins de la zona tropical, la gran alçada la manté relativament temperada. La temperatura mitjana anual es troba entre els 16° i 18 °C i els canvis estacionals són mínims. En els mesos més freds hi pot haver gelades nocturnes, però fins i tot al mes de gener la mitjana de temperatures màximes és de 21 °C. L'abril i el maig són els mesos més càlids. A l'estació de les pluges, que normalment va de finals de maig a començaments d'octubre, es recull un 80% dels 850 mm³ de pluja anual, cosa que alleugereix una mica la sequedat habitual de l'aire.